# Motherson Sumi Systems
Motherson Sumi Systems est un équipementier automobile indien, créé en 1986.

## Histoire
En mars 2017, Motherson Sumi Systems acquiert PKC Group, un équipementier finlandais pour 619 millions d'euros.
En août 2018, Motherson Sumi Systems acquiert Reydel Automotive, un équipementier automobile qui devient Samvardhana  Motherson Reydel Companies (SMRC).